# Großsteingrab Steinbeck (Westfalen)
Das Großsteingrab Steinbeck war eine megalithische Grabanlage der jungsteinzeitlichen Trichterbecherkultur bei Steinbeck, einem Ortsteil von Recke im nordrhein-westfälischen Kreis Steinfurt. Es wurde vermutlich im 19. Jahrhundert zerstört.

## Lage
Der genaue Standort des Grabes ist unbekannt. Johannes Heinrich Müller gibt nur allgemein den Ort Steinbeck (fälschlich als Sternbeck bezeichnet) an. D. Meyer erwähnte 1850 große Steine bei der Steinbecker Schule. Eventuell handelt es sich dabei um das Großsteingrab.

## Forschungsgeschichte
Johannes Heinrich Müller fand das Grab 1867 noch erhalten vor. Der genaue Zeitpunkt seiner Zerstörung ist unbekannt.

## Beschreibung
Nach Müller bestand das Grab 1867 noch aus einem Deckstein, der auf drei Wandsteinen ruhte. Die Oberseite des Decksteins wies in der Mitte eine mäßige Vertiefung auf. Ein fünfter Stein lag nicht weit davon entfernt. Er hatte eine Länge von etwa 6 Fuß (etwa 1,9 Meter) und wies fünf Löcher auf, die in einem Halbkreis angebracht waren. Vermutlich handelte es sich um Sprenglöcher.

## Das Grab in regionalen Sagen
Nach einer Sage soll es sich bei den Löchern auf dem einzelnen Stein um die Abdrücke einer Riesenhand gehandelt haben.